# Partido Socialista Verde
Partido Socialista Verde de la República 
Dominicana (PASOVERD) es un partido político fundado en el año 2009 por Antolín Polanco, y un grupo de ciudadanos comprometidos con la preservación del medio ambiente.
De orientación humanista y ecologista, adoptando en sus principios la filosofía verde y la defensa del medio ambiente. 

## Historia
El Partido Verde Dominicano (VERDE) fue fundado el 4 de febrero de 2009 como Partido Socialista Verde por Antolín Polanco, con una nueva ideología y una nueva forma de hacer política.

## Reconocimiento y participación electoral
Como Partido Socialista Verde fue reconocido por la Junta Central Electoral en febrero del año 2010, participando en las elecciones legislativas y regionales celebradas en mayo del mismo año
Para las Elecciones presidenciales de República Dominicana de 2012 apoyó la candidatura del Partido de la Liberación Dominicana, teniendo 14.829 votos.
Para las elecciones presidenciales de la República Dominicana del año 2016 de nuevo apoyó la candidatura del Partido de la Liberación Dominicana, teniendo 15.452 votos.

## Estructura orgánica
La estructura orgánica se fundamenta sobre principios democráticos contenidos en la declaración filosófica de la doctrina verde y del ecologismo internacional, estando constituido por organismos electos e integrados de acuerdo a las normas estatutarias establecidas.

## Simbología
El logo del Partido Verde Dominicano (VERDE) está constituido por una cotorra posada en un palo dentro de un círculo verde de fondo blanco. Alrededor del círculo tiene el nombre de PARTIDO VERDE DOMINICANO (VERDE). Su bandera es de color verde con el símbolo del partido en el centro y su lema es "Ecología, Justicia Social y Libertad".